# Список умерших в 641 году

## Февраль
- 11 февраля — Ираклий I, византийский император (610—641).

## Май
- 24 мая — Константин III Ираклий (29), византийский император (641).

## Июль
- 18 июля — Арнульф Мецский, франкский политический и церковный деятель, епископ города Меца, прародитель династии Каролингов, канонизированный католической церковью.

## Ноябрь
- 17 ноября — Император Дзёмэй, 34-й император Японии (629—641).

## Декабрь
- Аль-Нуман ибн Мукрин, сподвижник пророка Мухаммеда, вождь племени Бану Музайна.

## Дата смерти неизвестна или требует уточнения
- Арехис I, герцог Беневенто (591—641).
- Билал ибн Рабах, один из сподвижников пророка Мухаммеда, первый муэдзин.
- Бруде II, король пиктов (635—641).
- Давид, сын византийского императора Ираклия I, император Византии (641).
- Ираклий II, византийский император (641).
- Ирбис-Ышбара-Джагбу хан, каган Западно-тюркского каганата (640—641).
- Куан мак Амалгадо, король Мунстера (637/639—641).
- Леудегизил, епископ Реймса (631—641).
- Мартина, византийская императрица, вторая супруга императора Ираклия I.
- Оттон, майордом Австразии (с 640).
- Оуян Сюнь, конфуцианский учёный и каллиграф.
- Усайд ибн Худайр, сподвижник пророка Мухаммеда, вождь племени Бану Аус.
- Эга, майордом Нейстрии и Бургундии (639—641).